# Alex La Guma
Alex La Guma (20 de febrer de 1925 – 11 d'octubre de 1985) va ser un novel·lista sud-africà en llengua anglesa, a més a més de líder de l'Organització dels Mestissos de Sud-àfrica (SACPO), i un dels acusats en el conegut com a Judici per Traïció.
Durant bona part de la seva vida, La Guma va lluitar contra el govern apartheid dominant a Sud-àfrica entre 1948 i 1991. La Guma, com a escriptor, tenia un estil molt viu, amb diàlegs distintius, i molt realistes, convertint-se en un dels més rellevants autors de la Sud-àfrica del segle xx. La Guma va ser guardonat el 1969 amb el Premi Lotus de Literatura.

## Biografia
La Guma va néixer al Districte Sisè, a Ciutat del Cap. El seu pare era James La Guma, un dels líders del Sindicat de la Indústria i el Comerç i del Partit Comunista de Sud-àfrica.
Després de graduar-se a l'escola tècnica el 1945, es va convertir en un membre actiu del Sindicat de la planta de la Metal Box Company. Va ser despatxat després d'organitzar una vaga, passant llavors a l'activitat política. El 1947 es va afiliar a la Lliga Jovenil del Partit Comunista, i el 1948 al Partit Comunista. El 1957 va publicar el seu primer relat curt, "Nocturn". Tot i que La Guma va ser un dels inspiradors de la naixent resistència contra l'apartheid, com és el cas del Moviment de Consciència Negra, les seves connexions amb aquests grups van ser indirectes, ja que l'escriptor sud-africà va abandonar el país el 1966 i va passar la resta de la seva vida a l'exili.

## Principal obra
- A Walk in the Night i altres històries, (1962), Mbari (Publishers), Ibadan, Nigeria.
- And a Threefold Cord (1964), Berlín Est, GDR: Seven Seas Publishers.
- The Stone-Country (1967), Berlín Est, GDR: Seven Seas Publishers.
- In the Fog of the Seasons' End (1972), Londres: Heinemann.
- A Soviet Journey (1978), Moscou: Progress Publishers.
- Time of the Butcherbird (1979), Londres: Heinemann.